# Marrus orthocanna
Espèce
Marrus orthocanna est une espèce de siphonophores pélagiques de la famille des Agalmatidae. Il vit dans les eaux froides et profondes de l'Arctique.

## Description
Comme les autres siphonophores, Marrus orthocanna est une colonie composée d'un certain nombre de zoïdes spécialisés reliés entre eux par une longue tige. La partie supérieure est le pneumatophore, de couleur orange, rempli de gaz flotteur. Derrière, c'est la nectosome, une partie composée d'un certain nombre de nectophores rouges translucides, sans canaux radiaux. Ils ont une forme de cloche et sont spécialisés dans la locomotion. Quand ils se contractent, l'eau est expulsée ce qui permet à la colonie de se déplacer. Leurs contractions sont coordonnés, ce qui permet à l'animal de nager en avant, latéralement ou vers l'arrière. La partie restante est le siphosome. La plupart des zoïdes ici sont des polypes, spécialisés dans la collecte de nourriture. Ils nourrissent toute la colonie en étendant leurs longs tentacules dans l'eau pour piéger des proies. Les autres zoïdes de cette partie s'occupent de la digestion et l'assimilation des aliments. La reproduction a lieu parmi les polypes dans les siphosomes ainsi que dans divers autres zoïdes spécialisés. Les formes différentes sont toutes disposées dans un motif répétitif.

## Distribution et habitat
Marrus orthocanna est pélagique. Il vit dans la zone mésopélagique de l'océan Arctique, le nord-ouest de l'océan Pacifique, la mer de Béring, la mer d'Okhotsk, au nord de l'océan Atlantique et la mer Méditerranée. Il se trouve à des profondeurs variant entre 200 et 800 m. La plus grande profondeur à laquelle il a été observé est d'environ 2 000 m.

## Biologie
Marrus orthocanna peut mesurer plusieurs mètres de long et ses tentacules peuvent s'étendre de cinquante centimètres de chaque côté. Il va de l'avant par intermittence, puis s'arrête pour étendre ses "lignes de pêche", prêt à piéger les créatures de passage. C'est un carnivore; son régime alimentaire se compose principalement de petits crustacés tels que les décapodes, le krill, les copépodes et les mysis.
La colonie est issue d'un seul œuf fécondé. Le protozoïde se développe par bourgeonnement pour former les autres membres de la colonie qui sont ainsi génétiquement identiques. Le premier protozoïde s'amincit et s'allonge; il devient la tige centrale de la colonie. Le pneumatophore forme à l'extrémité opposée à l'embouchure. Ensuite, une zone de croissance se forme sur la mince tige et de nouveaux bourgeonnements mènent à la formation de nectophores. D'autres zooïdes se développent à mesure que la tige continue de s'allonger. Le développement du siphosome s'opère sur une autre zone de croissance.
La division du travail entre les zoïdes est une avancée de l'évolution pour la lutte constante pour la survie dans profondeurs. Les superorganismes comme Marrus orthocanna brouillent les frontières entre le polype individuel et l'organisme colonial entier, car les zoides sont interdépendants.